# Yalçın Adıgözəlov
Yalçın Vasif oğlu Adıgözəlov (Baku, 1959. november 4. –) azeri karmester és tanár. Azerbajdzsán egyik híres zenei dinasztiájában a harmadik generáció képviselője.

## Élete
1959. november 4-én született Bakuban, Vasif Adıgözəlov zeneszerző családjába. A híres zenei dinasztia harmadik generációjának képviselője.

### Tanulmányok
8 éves korában kezdett zongorán tanulni a Konzervatórium Zeneiskolájában (A. Kopelevich és B. Guslitser).
1982-ben diplomát szerzett az Azerbajdzsán Állami Konzervatórium zongora karán, mely nevét Uzeyir Hajibeyov után kapta (R. Atakishiyev professzor).
1983−1984 − a Taskenti Állami Konzervatórium Operaképző és Szimfonikus Karmesteri Karán tanult (K. Usmanov professzor).
1984−1989 − a Leningrádi Konzervatórium Opera- és Szimfonikus Karmesteri Karán tanult (Ilya Musin professzor).
1990−1992 − Azerbajdzsán első képviselőjeként a Bécsi Zenei és Előadóművészeti Akadémián tanult (Wien - Musikhochschule, Karl Esterreicher professzor).

### Karrier
1989 - től - karnagy, 1991-től 1998-ig − az Uzeyir Hajibeyov után elnevezett Azerbajdzsáni Állami Szimfonikus Zenekar (ASSO) művészeti vezetője és vezető karmestere. Az ország nehéz társadalmi-politikai éveiben, a gazdasági válság körülményei között a fiatal karmester felbecsülhetetlenül hozzájárult a köztársaság vezető zenekarának megőrzéséhez. Y. Adigezalov hazájában és külföldön egyaránt aktív, számos bakui premiert tartott a klasszikus repertoárból, miközben aktívan népszerűsítette az azerbajdzsáni zeneszerzők műveit világszerte.
1991. január 20-án (a bakui tragikus események évfordulóján) az ASSO és az azeri Capella kórus V. Adigozalov "Karabah Shikestesi" és A. Karamanov "Stabat Mater" oratóriumát adták elő a moszkvai konzervatórium nagytermében a szerzők jelenlétében. 1991. márciusában a zenekar bejárta a Távol-Kelet (Juzsno-Szahalinszk, Petropavlovszk-Kamcsatszkij, Magadan) és Közép-Ázsia (1992) városait.
1991−1993 − az osztrák kormánnyal közösen megrendezett "MOZART-fesztiválok" művészeti vezetője. Három fesztiválon került sor azerbajdzsáni és osztrák kompozitok műveinek világpremierjére.
1993 − Első díjazott az "Év legjobb karmestere" kategóriában ("Humay" díj).
1994 − az ASSO megtette az első független turnéját külföldön − a zenekar két koncerttel nyitotta meg a szezont az isztambuli „Jamal Rashit Rey” koncertteremben, és fellépett az antik antalyai Aspendos amfiteátrumban 7 ezer néző jelenlétében. A zenekar vezetése alatt több mint 40 világbemutatót és több mint 50 koncertet adott elő azerbajdzsáni zeneszerzőktől.
1998. október 16. − Ankarában, a Török Köztársaság megalapításának 75. évfordulója alkalmából rendezett, V. Adigezalov „Chanakkale 1915” című oratóriumának világpremierje, az Elnöki Szimfonikus Zenekar előadásában és S. Demirel elnök jelenlétében, amely a türk világ kulturális életének eseményévé vált.
1998−2000 − az Oroszországi Rádió − Televízió Állami Szimfonikus Zenekarának karmestere.
2000-től − az Azerbajdzsáni Állami Akadémiai Opera- és Balettszínház karmestere. ("A varázsfuvola", "Aida", "Bohémélet", "Tosca", "Pillangókisasszony", "A köpeny", "Gianni Schicchi", "Parasztbecsület", "Bajazzók", "Carmen", "Anyegin" (1990), "A pikk dáma", "Aleko", "Scheherazade", "Rómeó és Júlia", "Boléro", "L'Arlésienne", "Polovtsian táncok", "Sevil", "Don Quijote", "1001 éjszaka", "Natavan", "Nasimi" stb.)
2001−2004 − az Isztambuli Állami Operaház karmestere ("A szerelem legendája", "Sámson és Delila", "Pillangókisasszony", "Don Quijote", "Requiem"). Borodin "Igor herceg" című operájának produkciója (D. Bertman rendezővel együtt) óriási sikert aratott. Ez az előadás nyitotta meg a Nemzetközi Operafesztivált az Aspendos amfiteátrumban 2003-ban.
2002-től Adigezalov szorosan együtt dolgozik a Moszkvai Helikon Operával ("Az álruhás kertészlány", "La Traviata", "Carmen", " Anyegin ", "A denevér", "A pikk dáma", "Hamupipőke" stb.).
2007 − az "Azerbajdzsán Sympho-Mugam" bemutatója. A "Trio Karabakh" -hal együtt koncerteket tartottak Brazíliában, Olaszországban, Luxemburgban, Törökországban, Kínában, Vietnamban, Lettországban, Ukrajnában és Fehéroroszországban.
2011 − Szicíliában sor került Giovanni Pacini Requiemjének világpremierjére. Ez az esemény nagy eredmény volt a zeneszerző örökségének előmozdításában.

„Yalchin Adigozalov maestro előadásmódja felülmúlhatatlan volt. Az azeri karmester üdítő egyszerűséggel vezette a Della Camerata Polifonica Siciliana kórust és zenekart, magabiztosan magával vonva a zenészeket.”

- John Pasqualino

„Elsőrendű karmester, aki elfogadta a kihívást és nyert.”

- De Mao
professzor, Bellini és Pacini egyik legbefolyásosabb szakértője
2013. február − Az ASSO sikeres turnéja Kuvaitban.
2014. május 12. − az olasz amfiteátrumban, a Veronai Arénában, 10 ezer néző jelenlétében szimfonikus koncert azerbajdzsáni zeneszerzők műveiből.
2018 − A Türk Kultúra és Örökség Nemzetközi Alapjának védnöksége alatt létrehozott "Dede Gorgud" kamarazenekar művészeti vezetője, amely hat türk nyelvű ország zenészéből áll. A zenekar bejárta Törökország, Azerbajdzsán és Finnország városait.
2019. június 26. − a bakui Heydar Alijev Központban, az ASSO kétszáz zenésze, az Azerbajdzsáni Capella Állami Kórus, a Batumi Kórus Kápolna, a Tbiliszi Konzervatóriumi Kórus és Olaszországból, Németországból, Oroszországból és Azerbajdzsánból érkező szólisták előadták G. Verdi " Requiem " -jét.
2020. február − L. Vainshtein "Hamupipőke" című operájának zenei vezetője a moszkvai Helikon Opera színházban (rendező: I. Ilyin).
Y. Adigezalov − az azerbajdzsáni zenészek közül elsőként képviseli az ország kultúráját a világ legjobb koncerttermeiben; Barbican Center, Cadogan Hall, Central Hall Westminster Apátság, Konzerthaus Berlin, Arena di Verona, Smetana Hall Prague, Cidade Das Artes és Theatre Municipal do Rio de Janeiro, Linder Auditorium Johannesbur, Brüsszeli Királyi Konzervatórium, valamint a Riga Kereskedelmi Céh Peking és Kuvait operaházaiban.
Szimfonikus karmesterként olyan zenekarokkal lépett fel, mint: Királyi Filharmonikus Zenekar (RPO), Brazil Szimfonikus Zenekar, Orquesta Sinfónica del Estado de México Johannesburgi Filharmonikus Zenekar (JPO), L 'Italiana del Cinema (OIC), Bécsi Kamarazenekar, Zágrábi Kamarazenekar, Filarmonica Brasov (Románia), Karlovy Vary Szimfonikus Zenekar, Budapesti Duna Szimfónia, valamint − Orosz Nemzeti Zenekar (RNO), Szentpétervári Akadémiai Szimfónia Zenekar, Moszkvai Filharmonikus Zenekarok, Riga, Jekatyerinburg, Minszk, Chișinău, Harkiv, Asztana, Izmir, Liepaja, Adana, Bishkek, Ankarai Elnöki Szimfonikus Zenekar.
Operakarmesterként együttműködött Kijev, Minszk, Taskent, Lviv, Chișinău, Tbiliszi, Asztana, Odessza, Samsun operacsoportokkal.
Kiemelkedő szólistákkal dolgozott együtt, köztük Mstislav Rostropovich, N. Petrov, B. Berezovsky, F. Badalbeyli, H. Shaham, I. Monighetti, S. Stadler, D. Kogan, P. Yablonsky, I. Biret, G. Onay, R. Galliano, Al Bano és mások.
Adigezalov professzor már több mint egy negyedszázada tanít a Bakui Zeneakadémián, hallgatói az ország vezető pozícióit töltik be.

## Diszkográfia
A karmester 15 CD-t vett fel a Csajkovszkij Szimfonikus Zenekarral, Isztambul Opera Zenekarral, Orosz Rádió és TV Zenekarral, Liepaja Szimfonikus Zenekarral, Ukrajna Nemzeti Szimfonikus Zenekarával és Azerbajdzsán Állami Szimfonikus Zenekarral, amelyeket az Egyesült Államokban, Törökországban, Oroszországban, Németországban (NAXOS) és Angliában (OLIMPIA) adták ki.
- 1993 − a Csajkovszkij Bolsoj Szimfonikus Zenekarral együttműködve 3 CD-t adtak ki:

1. F. Amirov műveiből: szimfonikus mughams "Kurd Ovshary" és "Gulistan Bayati Shiraz", "Azerbajdzsán Capriccio", "Tragic music of Nasimi"
2. K. Karaev: Szimfonikus vers "Leili és Majnun", Soltan Hajibeyov: Szimfonikus kép "Caravan", V. Adigozalov: Koncert csellóra és zenekarra, szólista − V. Simon. M. Mirzoev: Szimfonikus vers "After reading Saadi"
3. Uzeyir Hajibeyov: Nyitány a "Ker-oglu" operához, F. Tyuzun (Törökország): "Conservation" N. Halmamedov (Türkmenisztán): "Szimfonikus képek", T. Mukhamedzhanov (Kazahsztán): "Szerelmes vers" A. Sabitov (Üzbegisztán): "Hősi nyitány", M. Begaliev (Kirgizisztán): "Szimfonikus vers"

- 1997 − az Azerbajdzsáni Állami Szimfonikus Zenekarral együttműködve rögzítették az "Classical Music of Azerbaijan" elnevezésű 4 CD-ből álló antológiát. Fikrat Amirov: Azerbajdzsán Capriccio, Kurd-Afshari, Nasimi, Arabian Nights; Gara Garajev: Leyli és Majnun, Seven Beauties, Path of Thunder; Soltan Hajibeyov: Karvan; Ogtay Zulfugarov: Ünnepi nyitány; Vaszif Adigezalov: 4. számú zongoraverseny; Haji Khanmammadov: Concert for Tar and Orchestra; Uzeyir Hajibeyov: Arshin Mal Alan; Muszlim Magomajev: Sah Ismayil, Nargiz (kivonatokk); Gara Garajev és Jovdat Hajijev: Vatan (Motherland), Fikrat Amirov: Sevil (kivonatok).
- 1998 − Csajkovszkij Szimfonikus Zenekar, CD "Maestro Niyazi" (Niyazi − "Rast", P. Csajkovszkij − Rómeó és Júlia, R. Wagner − The Entry and Death of Isolde.[47]
- 2000 − az oroszországi Rádió-Televízió Állami Szimfonikus Zenekarával − CD P. Csajkovszkij − Francesca da Rimini; S. Rahmaninov − 2. szimfónia.
- 2001 − az isztambuli Opera Zenekar, CD és DVD (teljes verzió) A. Melikov "The Legend of Love" balettjéből.
- 2004 − Csajkovszkij Bolshoi Szimfonikus Zenekar, CD "Leonid Weinstein" − Symphony No.6, Koncert hegedűre és zenekarra (szólista D. Kogan), Symphonietta vonós zenekarra.
- 2013 − Liepaja Symphony Orchestra (LSO) és a "Trio Karabakh", CD "Azerbajdzsán Szimfónia − Mugam", Niyazi − Rast, V. Adigezalov − Segah, Karabah Shikastesi.
- 2019 − Ukrajna Nemzeti Szimfonikus Zenekara Seljan Nasibli szopránnal. A "Femmes Fatales" album Bizet, Rimsky-Korsakov, Puccini, Shimanovsky, Barber műveit tartalmazza.

## Díjak
- 1993 − "Az év legjobb karmestere" ("Humay" díj)
- 2007 − Azerbajdzsán kitüntetett művészeti dolgozója
- 2012 − Azerbajdzsán Népi Művésze
- 2015 − Az "Év legjobb zenésze" ("Zirva" díj) nyertese
- 2019 − Shohrat-rend[48]

## Család
- Nagyapja Zulfugar (Zulfi) Samed Adigezalov (1898–1963), népdalénekes − "Khanende", a mugham-i Karabahi Iskola fényes képviselője, Azerbajdzsán kitüntetett művésze.
- Édesapja Vasif Zulfugar Adigezalov (1935–2006), zeneszerző, zongoraművész, közéleti személyiség, tanár, Gara Garajev egyik legfényesebb tanítványa, a Zeneszerzők Uniójának első titkára, Azerbajdzsán Népi Művésze, állami díjas, professzor, "Şöhrət" "Istiqlal" díjak birtokosa.
- Édesanyja Khalida Aga-Ali Mammadbeyli, (1961-2011) az Azerbajdzsáni Orvostudományi Egyetem francia nyelvtanára.
- Testvére Togrul Vasif Adigezalov aneszteziológus, orvostudományi kandidátus (IM Sechenov First Moscow State Medical University), PhD, a közegészségügy elismert szervezője.
- Nagybátyja Rauf Zulfugar Adigezalov (1940–2002), hegedűművész (a moszkvai P.I. Csajkovszkij Konzervatórium, DM Tsyganov professzor), vokalista, professzor, Azerbajdzsán kitüntetett művészeti dolgozója.
- Felesége Farakh Alekper Adigezalova történész, pszichológus.
- Gyermekei Zulfugar (1994), Khalida (1995), Tamerlan (2006)[49]